# Jim Talent
Jim Talent (Des Peres, 1956. október 18. –) az Amerikai Egyesült Államok szenátora (Missouri, 2002–2007).